# 3736 Рокоске
3736 Рокоске (3736 Rokoske) — астероїд головного поясу, відкритий 26 вересня 1987 року.
Тіссеранів параметр щодо Юпітера — 3,212.